# Nesodden
Gmina Nesodden (norw. Nesodden kommune) – norweska gmina leżąca w regionie Akershus. Jej siedzibą jest miasto Nesoddtangen.
Nesodden jest 416. norweską gminą pod względem powierzchni.

## Demografia
Według danych z roku 2005 gminę zamieszkuje 16 231 osób, gęstość zaludnienia wynosi 269,35 os./km². Pod względem zaludnienia Nesodden zajmuje 61. miejsce wśród norweskich gmin.
| ludność stan na 1 stycznia 2005 |         |           |        |
|                                 | kobiety | mężczyźni | razem  |
| osób                            | 7940    | 8291      | 16 231 |
| %                               | 48,92%  | 51,08%    | 100%   |

| wykształcenie stan na 1 października 2004 |        |         |        |        |
|                                           | podst. | średnie | wyższe | niezn. |
| osób                                      | 1609   | 6154    | 4185   | 377    |
| %                                         | 13,05% | 49,93%  | 33,96% | 3,06%  |

## Edukacja
Według danych z 1 października 2004:
- liczba szkół podstawowych (norw. grunnskolar): 10
- liczba uczniów szkół podst.: 2670

## Władze gminy
Według danych na rok 2011 administratorem gminy (norw. rådmann) jest Geir Grimstad, natomiast burmistrzem (norw. ordfører, d. borgermester) jest Christian Hintze Holm.

## Osoby pochodzące z Nesodden
Z Nesodden pochodzi Alexander Rybak. Jest skrzypkiem, piosenkarzem, aktorem. Białorusin w 2009 roku wygrał Eurowizję, a jego piosenka „Fairytale” stała się hitem. Reprezentował Norwegię.